# Lijst van schilderijen in het Rijksmuseum Amsterdam/Za-Zm
Lijst van schilderijen in het Rijksmuseum Amsterdam met werken van schilders van wie de achternaam begint met de letters Za t/m Zm. Vermeldingen in het grijs geven aan dat het werk geen deel meer uitmaakt van de collectie van het Rijksmuseum, bijvoorbeeld omdat het in bruikleen gegeven is aan een andere instelling of omdat het teruggegeven is aan de bruikleengever.
| Inventarisnummer | Toeschrijving                          | Titel                                                                          | Datering      | Afbeelding |
| ---------------- | -------------------------------------- | ------------------------------------------------------------------------------ | ------------- | ---------- |
| SK-A-783         | Toegeschreven aan Bernardino Zaganelli | De bewening van Christus                                                       | 1470-1520     |            |
| SK-A-3447        | Toegeschreven aan Giuseppe Zais        | Landschap met figuren                                                          | 1730-1770     |            |
| SK-A-3342        | Toegeschreven aan Antonio Zanchi       | Man met urinaal in de hand                                                     | Ca. 1650-1675 |            |
| SK-A-3502        | Jan Adam Zandleven                     | Vennetje op de heide                                                           | 1890-1923     |            |
| SK-A-2849        | Cornelis de Zeeuw                      | Portret van een jonge man                                                      | 1563          |            |
| SK-A-4230        | Jonas Zeuner                           | Vreeland aan de Vecht                                                          | 1770-1814     |            |
| SK-C-1531        | Jonas Zeuner                           | Huizen bij een rivier                                                          | 1770-1814     |            |
| SK-C-1532        | Jonas Zeuner                           | Molen bij een rivier                                                           | 1770-1814     |            |
| SK-C-1534        | Jonas Zeuner                           | De Jan Roodenpoortstoren te Amsterdam                                          | 1770-1814     |            |
| SK-C-1569        | Jonas Zeuner                           | Portret van Ericus Fridericus Alberti, wijzend op de tekst Johannes 1, vers 17 | 1771          |            |
| SK-A-4117        | Jonas Zeuner                           | Vuurgevecht aan de Vaartse Rijn bij Jutphaas                                   | 1787-1788     |            |
| SK-A-4819        | Jonas Zeuner                           | Pupillen aangetreden voor het gebouw Het Zeerecht in Amsterdam                 | 1796          |            |
| SK-A-1903        | Félix Ziem                             | Moorse roeiers bij Constantinopel                                              | 1840-1900     |            |
| SK-A-882         | Johann Georg Ziesenis                  | Portret van Willem V                                                           | 1763-1776     |            |
| SK-A-1229        | Johann Georg Ziesenis                  | Portret van Willem V                                                           | 1763-1776     |            |
| SK-A-1611        | Toegeschreven aan Roeloff van Zijl     | Elisa door de kinderen bespot                                                  | Ca. 1625-1630 |            |